# Lyulka AL-7
O Lyulka AL-7 é um motor turbojato desenvolvido pela Arkhip Mikhailovich Lyulka e produzido pela Lyulka departamento de design. Foi produzido entre os anos de 1954 e 1970.

## Design e desenvolvimento
Seu desenvolvimento começou com o protótipo TR-7, o qual produziu 6,500 kgf (14,330 lbf, 63.7 kN) de empuxo no teste em 1952. O intuito inicial com o motor era o uso no bombardeio Ilyushin Il-54, sendo a versão com pós-combustão AL-7F criada em 1953. Em abril de 1956, o protótipo Sukhoi S-1 foi equipado com um AL-7F, conseguindo exceder Mach 2 a 18,000 m (70,900 ft) de altitude. Tal demonstração foi basilar para equipar os aviões Su-7 'Fitter' e Su-9 'Fishpot' com esse motor.  Posteriormente. o turbojato foi adotado no Tu-128 'Fiddler' em 1960, caça que possui motores duplos. O jato Beriev Be-10 possui a versão AL-7PB sem pós-combustão e laminas de aço inoxidável para uso em água. 